# Кароль Машковський

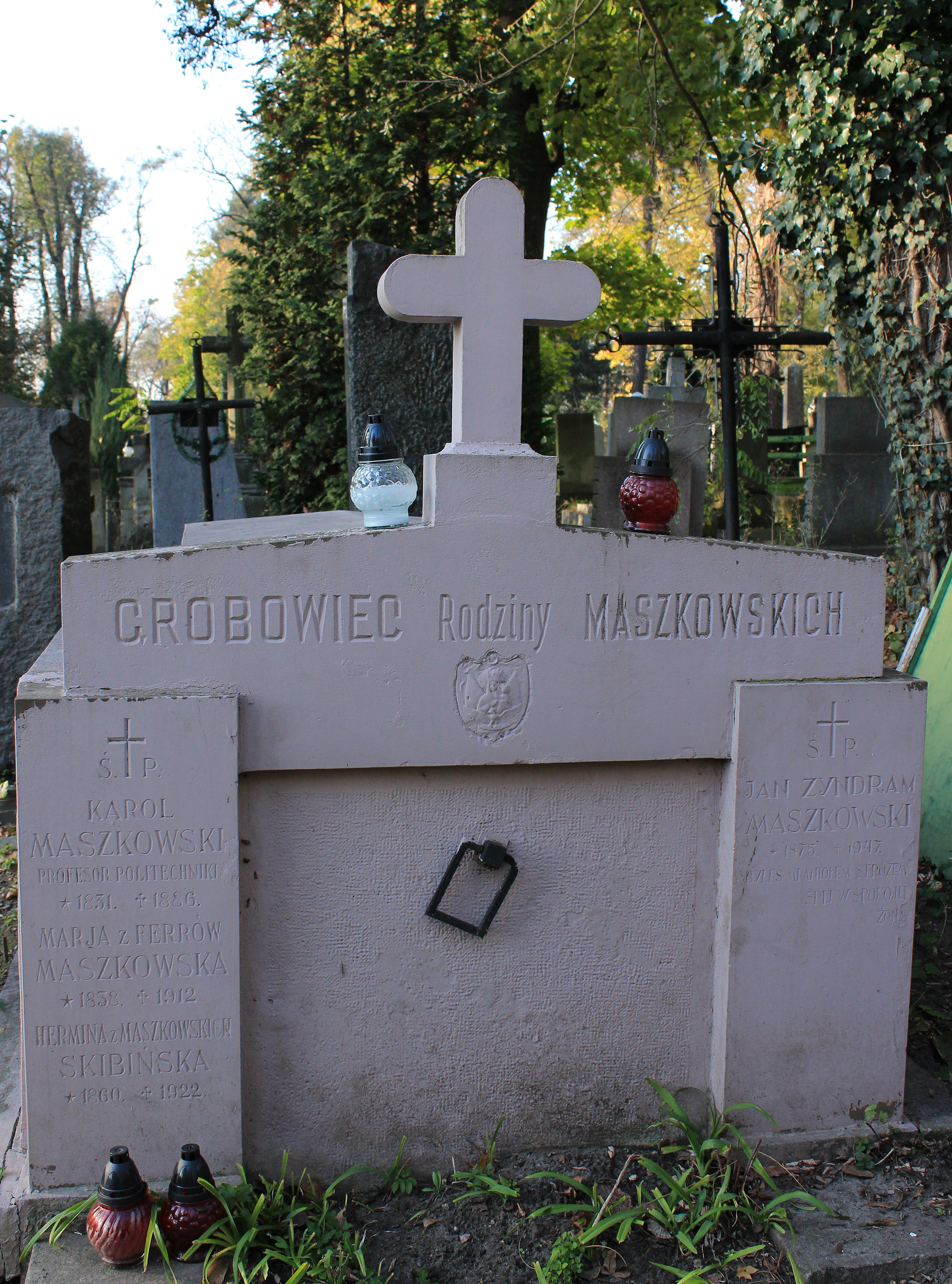

Кароль Машковський (пол. Karol Maszkowski; 15 січня 1831, Дубно — 2 вересня 1886, Львів) — польський математик, освітянин, ректор Львівської технічної академії (1875—1876), професор.

## Біографія
Народився в родині відомого польського художника Яна Машковского. Брат художника Марцелія Машковского і музиканта Рафала Людвіка Машковского.
Брав участь у польському повстанні в січні 1863 року.
У 1870 році — асистент відділу нарисної геометрії, потім керівник кафедри, з 1876 — професор, з 1875 по 1876 — ректор Політехніки.
Плідно займався питаннями перспективи і проблемами проєкційної геометрії.
Професор Машковський приділяв велику увагу громадській роботі, зокрема, він був одним з ініціаторів створення Педагогічного товариства у Львові та редактором його друкованого органу «Школа».
Кароль Машковський — автор підручника «Wykreślna geometrya.Lwów, 1881.» (Нарисна геометрія), а також підручників для середніх шкіл, які видавалися у Львові.
Був одним із засновників Товариства дипломованих техніків, з 1878 — Політехнічного суспільства.
Похований у родинному гробівці на 22 полі Личаківського цвинтаря.